# Wimberley
Wimberley é uma Região censo-designada localizada no estado norte-americano do Texas, no Condado de Hays.

## Demografia
Segundo o censo norte-americano de 2000, a sua população era de 3797 habitantes.

## Geografia
De acordo com o United States Census Bureau tem uma área de
41,8 km², dos quais 41,8 km² cobertos por terra e 0,0 km² cobertos por água. Wimberley localiza-se a aproximadamente 253 m acima do nível do mar.

## Localidades na vizinhança
O diagrama seguinte representa as localidades num raio de 24 km ao redor de Wimberley.